# Công tước phu nhân xứ Argyll
Công tước phu nhân xứ Argyll (tiếng Anh: Duchess of Argyll) là tước hiệu dành cho vợ của Công tước xứ Argyll, một tước hiệu thuộc Đẳng cấp quý tộc Vương quốc Liên hiệp Anh được tạo ra vào năm 1892. Các vị Công tước này cũng là Công tước xứ Argyll thuộc Đẳng cấp quý tộc Scotland, ban đầu được thành lập vào năm 1701.

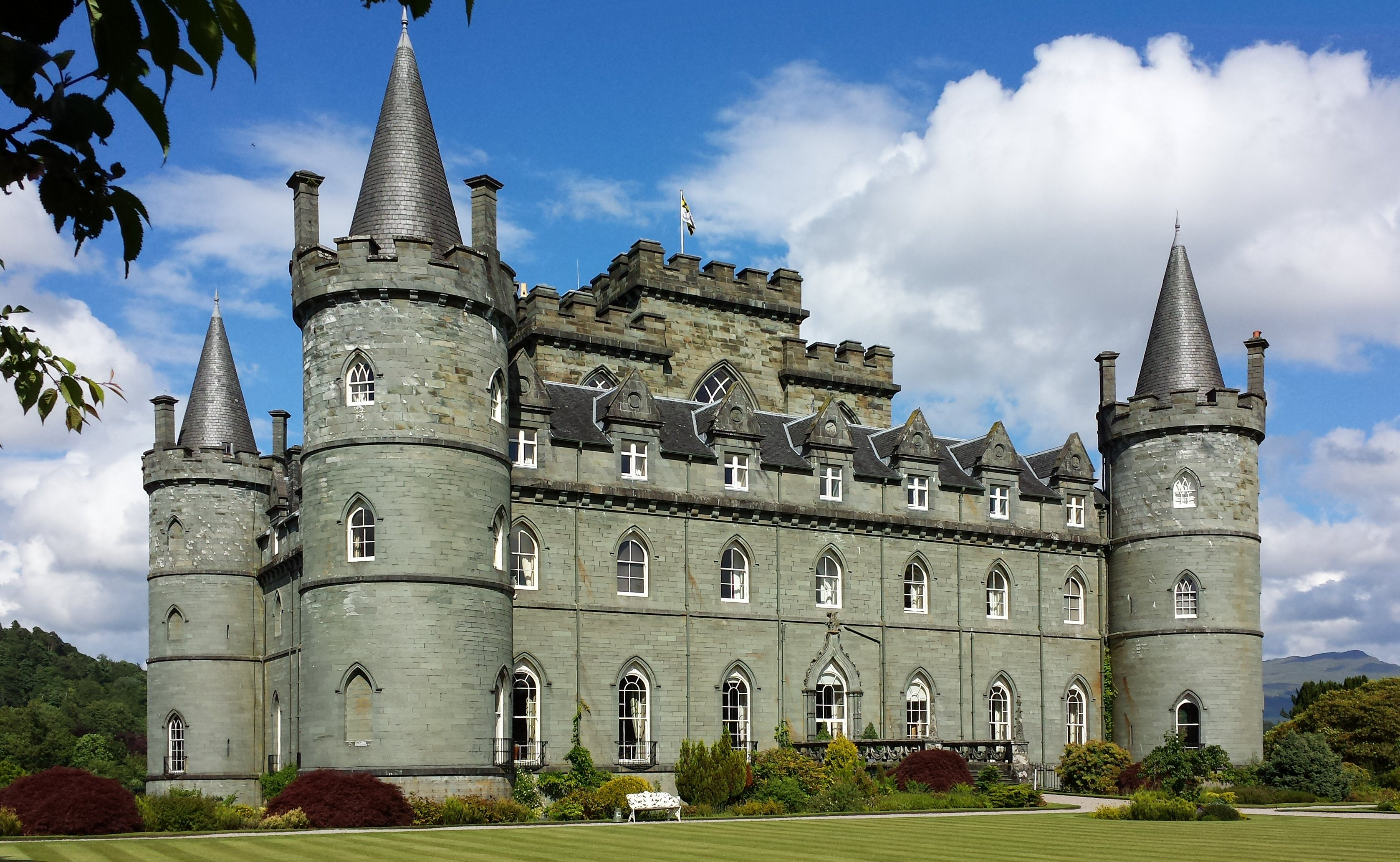
Lâu đài Inverary - trụ sở của Công tước xứ Argyll

Trụ sở của gia đình Công tước xứ Argyll là Lâu đài Inveraray gần Inveraray thuộc hạt Argyll, phía tây Scotland.

## Công tước phu nhân xứ Argyll

### Đẳng cấp quý tộc Scotland (1701)
| Tên                      | Sinh | Mất  | Phối ngẫu                                     | Ghi chú |
| Elizabeth Tollemache     | 1659 | 1735 | Archibald Campbell, Công tước thứ 1 xứ Argyll |         |
| Mary Brown               |      | 1717 | John Campbell, Công tước thứ 2 xứ Argyll      |         |
| Jane Warburton           |      | 1767 | John Campbell, Công tước thứ 2 xứ Argyll      |         |
| Anne Whitfield           |      |      | Archibald Campbell, 3rd Duke of Argyll        |         |
| Mary Drummond Bellenden  |      |      | John Campbell, 4th Duke of Argyll             |         |
| Elizabeth Gunning        | 1733 | 1790 | John Campbell, Công tước thứ 5 xứ Argyll      |         |
| Caroline Villiers        | 1774 | 1835 | George Campbell, Công tước thứ 6 xứ Argyll    |         |
| Anne Cunninghame         |      | 1874 | John Campbell, Công tước thứ 7 xứ Argyll      |         |
| Elizabeth Leveson-Gower  | 1824 | 1878 | George Campbell, Công tước thứ 8 xứ Argyll    |         |
| Amelia Claughton         | 1843 | 1894 | George Campbell, Công tước thứ 8 xứ Argyll    |         |
| Ina McNeill              | 1843 | 1925 | George Campbell, Công tước thứ 8 xứ Argyll    |         |
| Louise của Liên hiệp Anh | 1848 | 1939 | John Campbell, Công tước thứ 9 xứ Argyll      |         |
| Louise Clews             | 1904 | 1970 | Ian Campbell, Công tước thứ 11 xứ Argyll      |         |
| Margaret Whigham         | 1912 | 1993 | Ian Campbell, Công tước thứ 11 xứ Argyll      |         |
| Mathilda Mortimer        | 1925 | 1997 | Ian Campbell, Công tước thứ 11 xứ Argyll      |         |
| Iona Colquhoun           | 1945 | 2024 | Ian Campbell, Công tước thứ 12 xứ Argyll      |         |
| Eleanor Cadbury          | 1973 |      | Torquhil Campbell, Công tước thứ 13 xứ Argyll |         |

### Đẳng cấp quý tộc Vương quốc Liên hiệp Anh (1892)
| Tên                      | Sinh | Mất  | Phối ngẫu                                     | Ghi chú |
| Ina McNeill              | 1843 | 1925 | George Campbell, Công tước thứ 8 xứ Argyll    |         |
| Louise của Liên hiệp Anh | 1848 | 1939 | John Campbell, Công tước thứ 9 xứ Argyll      |         |
| Louise Clews             | 1904 | 1970 | Ian Campbell, Công tước thứ 11 xứ Argyll      |         |
| Margaret Whigham         | 1912 | 1993 | Ian Campbell, Công tước thứ 11 xứ Argyll      |         |
| Mathilda Mortimer        | 1925 | 1997 | Ian Campbell, Công tước thứ 11 xứ Argyll      |         |
| Iona Colquhoun           | 1945 | 2024 | Ian Campbell, Công tước thứ 12 xứ Argyll      |         |
| Eleanor Cadbury          | 1973 |      | Torquhil Campbell, Công tước thứ 13 xứ Argyll |         |